# آمالتئای بز با ژوپیتر و یک فائون نوزاد

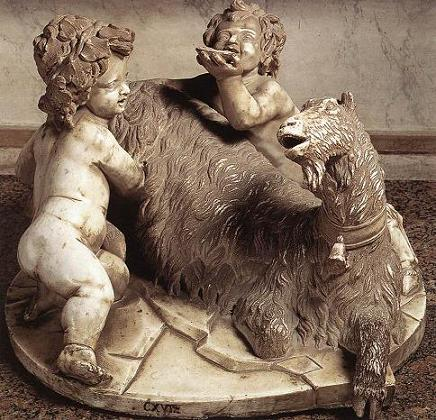
مجسمهٔ آمالتِئای بُز در گالریا بورگِیزه

آمالتِئای بُز با ژوپیتر و یک فائون نوزاد یا به اختصار آمالتِئای بُز (به ایتالیایی: Capra Amaltea) نام یکی از اولین مجسمه‌های جیان لورنزو برنینی است که آن را در سال ۱۶۱۵ ساخته‌است. آمالتِئای بُز که ۴۴ سانتیمتر ارتفاع دارد، در حال حاضر در گالریا بورگِیزه نگهداری می‌شود.
این اثر آمالتِئا را در هیبت یک بُز نشان می‌دهد درحالی‌که ژوپیتر نوزاد، به‌همراه یک نوزاد فائون-که کاسهٔ شیری در دست دارد-در کنارش دیده‌می‌شوند.